# Kapibara wielka

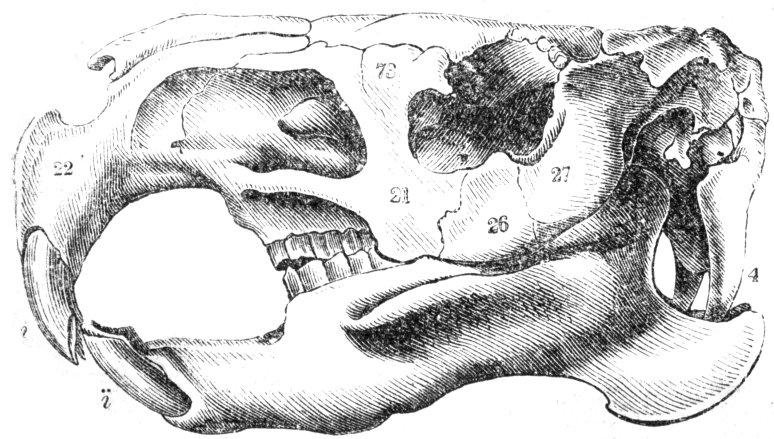
Szkic czaszki kapibary wielkiej

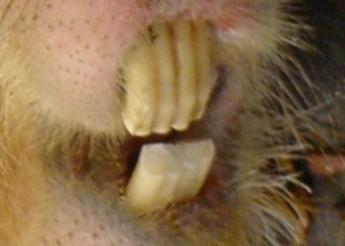
Jak u wszystkich gryzoni, siekacze rosną przez całe życie, co powoduje konieczność ciągłego ścierania zębów

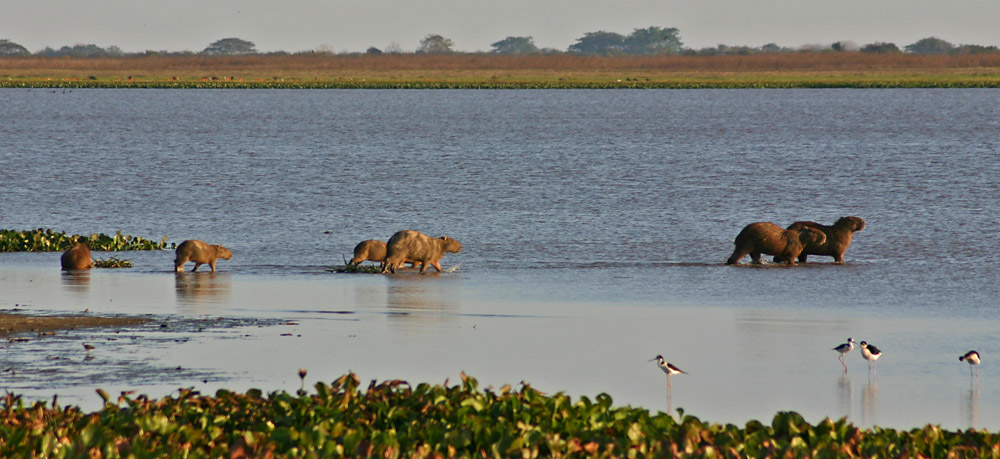
Kapibary wielkie w jeziorze położonym w regionie sawanny llanos w Wenezueli

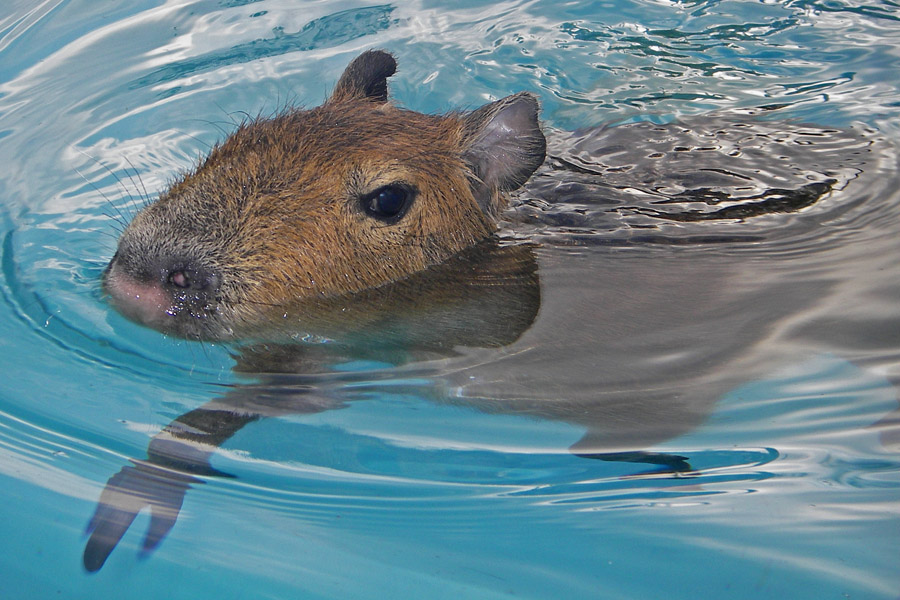
Kapibara wielka jest świetnym pływakiem

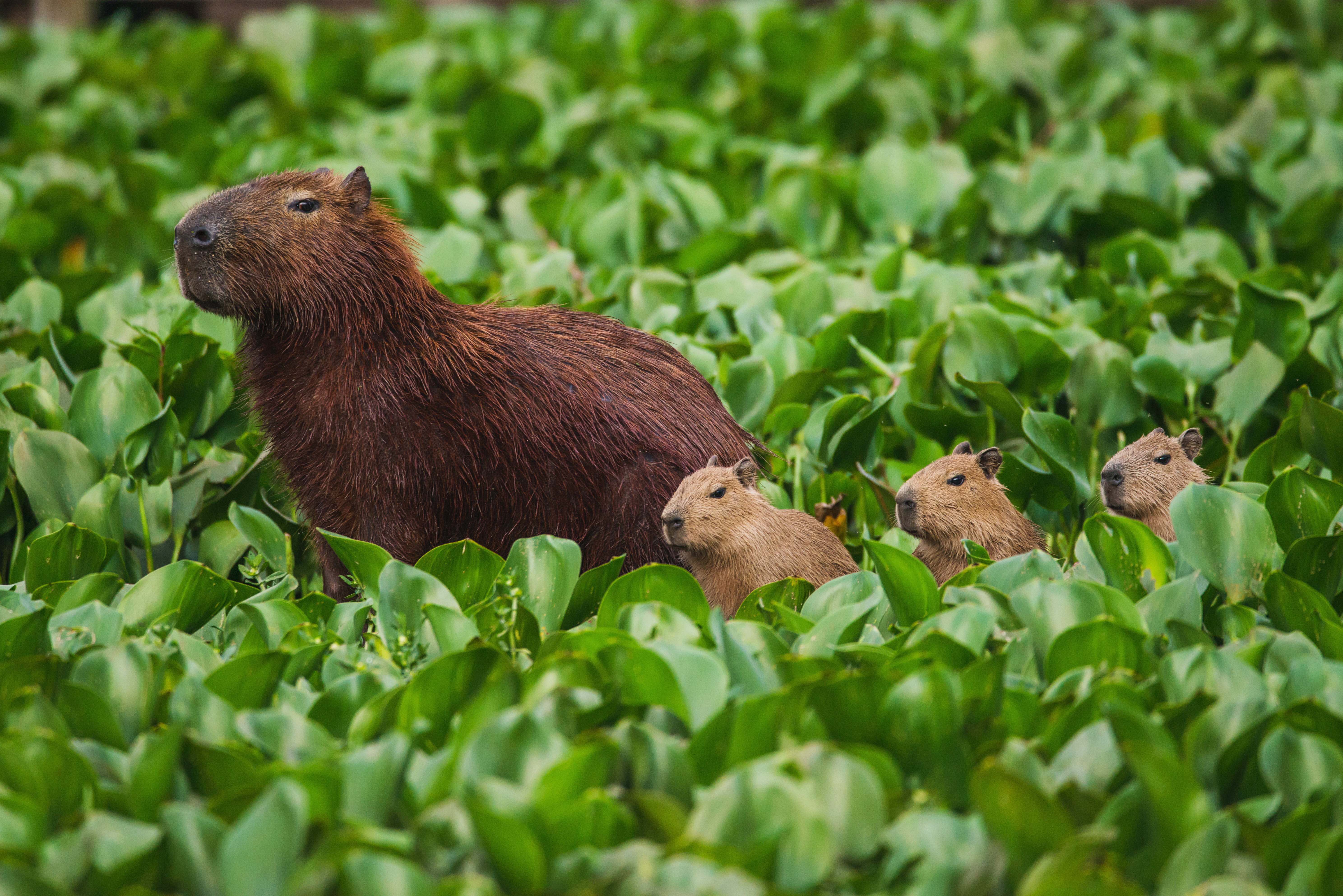
Samica z młodymi

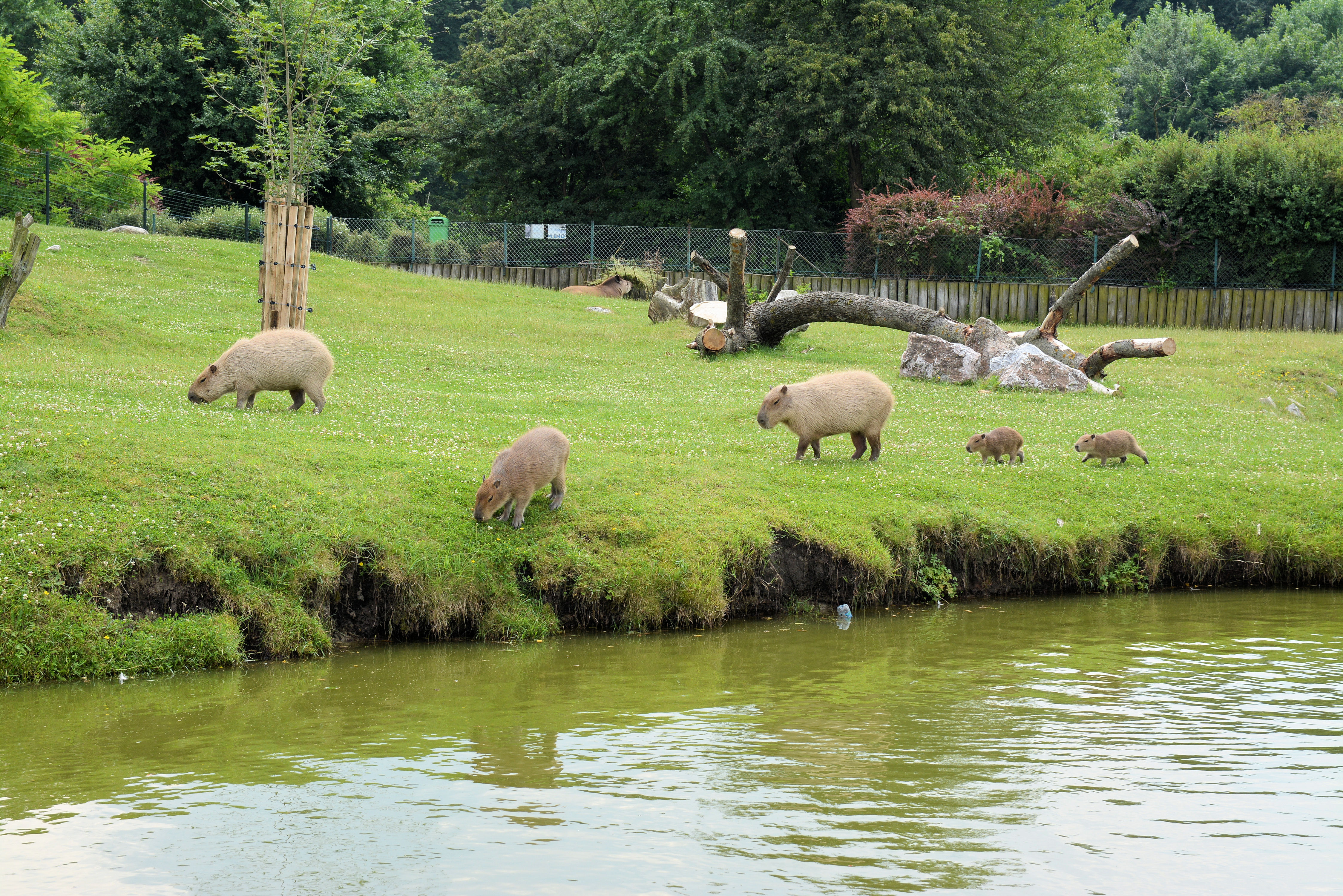
Stado kapibar w poznańskim nowym zoo

Kapibara wielka (Hydrochoerus hydrochaeris) – największy żyjący współcześnie gatunek gryzonia z rodziny kawiowatych. Niektórzy autorzy umieszczają kapibarę wielką w monotypowej rodzinie kapibar (Hydrochoeridae lub Hydrochaeridae). Jest roślinożernym zwierzęciem wodno-lądowym, zamieszkującym tereny Ameryki Południowej. H. hydrochaeris jest gryzoniem o masywnej budowie ciała – jego waga dochodzi do 65 kg. Międzynarodowa Unia Ochrony Przyrody (IUCN) wymienia Hydrochoerus hydrochaeris w Czerwonej księdze gatunków zagrożonych jako gatunek najmniejszej troski (LC – least concern).

## Systematyka
Kapibara wielka została po raz pierwszy opisana przez Linneusza w 1766 pod nazwą Sus hydrochaeris, czyli błędnie zaliczona do rodzaju Sus – parzystokopytnych z rodziny świniowatych. Przypisany kapibarze wielkiej epitet gatunkowy hydrochaeris wskazuje na wodne środowisko życia (gr. ὕδωρ: ýdor = woda), ale także odwołuje się do rodziny świniowatych (χοίρος: choiros = świnia). Współcześnie używana nazwa w literaturze nazwa to Hydrochoerus hydrochaeris.
W 1772 Morten Brunnich przeniósł kapibarę wielką do Hydrochaeris, czym przyczynił się do powstania kolizji w taksonomii, bowiem kilka lat wcześniej (1762) Mathurin Brisson opisał rodzaj Hydrochoerus, którego typowym gatunkiem jest "Sus hydrochaeris Linnaeus, 1766". Nazwa rodzajowa Hydrochoerus Brisson, 1762, choć przez lata kwestionowana przez niektórych zoologów, została w 2001 zatwierdzona decyzją Międzynarodowej Komisji Nomenklatury Zoologicznej (ICZN). Do rodzaju Hydrochoerus należy także kapibara mała (Hydrochoerus isthmius).
Jest to gatunek gryzonia z rodziny kawiowatych. Niektórzy autorzy umieszczają kapibarę wielką w monotypowej rodzinie kapibar (Hydrochoeridae lub Hydrochaeridae).

### Nazewnictwo narodowe
Nazwa capybara pochodzi z języka guarani: kapiÿva (lub capi-uara: capi = „trawa” + uara = „właściwy do” lub „odpowiedni do”) i po raz pierwszy została użyta w piśmiennictwie w 1648 przez niemieckiego przyrodnika Georga Marggrafa, który określił tak gatunek zwierząt żyjących w okolicach Pernambuco w Brazylii. 
Na całym obszarze występowania kapibar lokalne nazewnictwo jest zróżnicowane. W północnej części Argentyny używane są nazwy capibara lub capivara, zaś na południu capiguara i carpincho. W Kolumbii – w zależności od regionu: capibara (Amazonia), dia-baj (Tucumo), capybara i julo (departament Caquetá i tereny plemion Guayabero), capibara i jesús (w południowej części regionu stowarzyszonych miast Ariari w departamencie Meta), chigüiro, tanacoa, pataseca, bocaeburro i culopando (w intendencji Arauca-Casanare), ponche i cabiari (rejon rzeki Magdalena), oraz sancho (departament Cauca). W Panamie – poncho, w Paragwaju – carpincho, capybara i capiguara, w Peru: ronsoco, samanai i capibara, w Wenezueli: chigüire, capigua, capiba, kiato, chindó, chindoco, zaś w Gujanie Francuskiej: cochon d'eau (fr. świnia wodna) lub cabiai. W Surinamie Indianie nazywają kapibarę cabiai, zaś w języku surinamskim używane jest słowo kapoewa.
Pierwotna klasyfikacja Linneusza – Sus – ma konsekwencje w postaci funkcjonujących do dziś nazw narodowych: ang.: Water Pig, hol.: Waterzwijn.
W wydanej w 2015 roku przez Muzeum i Instytut Zoologii Polskiej Akademii Nauk publikacji „Polskie nazewnictwo ssaków świata” gatunkowi nadano nazwę kapibara wielka, rezerwując nazwę kapibara dla rodzaju tych gryzoni.

## Genetyka
Garnitur chromosomowy H. hydrochaeris wynosi 66 chromosomów. Kariotyp kapibary małej (Hydrochoerus isthmius) – drugiego z gatunków należących do rodziny Hydrochoerus – jest inny. Osobnik tego gatunku złapany w basenie wenezuelskiego jeziora Maracaibo posiadał 2n=64 chromosomy, co może być wynikiem inwersji pericentrycznej H. hydrochaeris i translokacji typu Robertsona.

## Budowa ciała
Kapibara wielka jest największym z żyjących współcześnie gryzoni. Paleontolodzy znają tylko dwa, dawno wymarłe gatunki gryzoni (Josephoartigasia monesi i Phoberomys pattersoni z rodziny pakaranowatych), które były większe od współczesnego H. hydrochaeris. Kapibary mierzą od 100 do 130 cm długości; ich waga może wynosić od 35 do 65 kg, a przeciętnie wynosi 48,9 kg. Badani rekordziści znacznie przekraczali te wartości. Samica złapana w okolicy São Paulo ważyła 91 kg, a samiec z Urugwaju − 73,5 kg. Szczecinowata sierść o cienkich, brązowych włosach szybko wysycha. Kapibary wielkie doskonale pływają. Ich palce łączy błona pławna, ułatwiająca pływanie.
W odróżnieniu od innych gryzoni skóra kapibary wielkiej jest wyposażona w gruczoły potowe.
H.hydrochaeris ma uzębienie o charakterze hypsodontycznym (wysokokoronowe), co oznacza zęby o krótkich korzeniach i masywnej koronie i wieloblaszkowe zęby policzkowe. Wzór zębowy: {\displaystyle {\tfrac {1013}{1013}}}

## Tryb życia
Kapibary wielkie są zwierzętami wodno-lądowymi i wiodą życie na otwartej przestrzeni. Poranek to dla stada czas wypoczynku w wodzie, najchętniej w zacienionym miejscu. W najgorętszych częściach dnia kapibary wielkie lubią się tarzać w błocie lub na płyciźnie. Aktywność i żerowanie zaczyna się późnym popołudniem i trwa do nocy. Kapibary pasą się powoli, systematycznie poszukując smakowitych roślin, więc żerowanie wymaga sporo czasu.

### Cykl życiowy
Samica kapibary wielkiej osiąga dojrzałość płciową mniej więcej w wieku 18 miesięcy. Waży wówczas około 30–40 kg. Owulacja trwa średnio 7,5 dnia. Samica jest w ciąży około 150 dni. Kapibary wielkie rozmnażają się przez cały rok, lecz – jak wykazały badania przeprowadzone na populacji żyjącej w regionie wenezuelskiej sawanny llanos – najwięcej porodów przypada na okres od września do października. Zazwyczaj samice rodzą raz w roku, ale w sytuacji, gdy warunki życia są dobre, mogą rodzić dwukrotnie w przeciągu 12 miesięcy. W badanej grupie samice rodziły 1–7 młodych w miocie, przeciętnie 4. Ciąże były liczniejsze, lecz część płodów została zresorbowana. Samica nie przygotowuje gniazda, ale rodzi w przypadkowych miejscach, co naraża młode na ataki drapieżców. Jedynie 5 procent młodych kapibar wielkich ma szansę przetrwać pierwszy rok życia.
Noworodki mają otwarte oczy, ważą około 1,5 kg, ich skórę pokrywa futro. Dysponują kompletnym uzębieniem. Matka karmi je mlekiem przez pierwsze 3–4 miesiące życia, ale głównym składnikiem ich pożywienia są trawy, zaś mleko jest uzupełnieniem. Po roku młode kapibary wielkiej osiągają masę 22–24 kg, zaś po następnym roku ważą około 37–40 kg.
Długość życia tych ssaków na wolności dochodzi do 8–10 lat. Lee S. Crandall – wieloletni generalny kurator New York Zoological Society (dawniej Bronx Zoo) – wspomina o kapibarze wielkiej, która osiągnęła wiek 12 lat.

### Struktura społeczna
Są zwierzętami stadnymi. Żyją w grupach liczących od jednej pary do kilkudziesięciu zwierząt obu płci wraz z ich potomstwem. Liczebność stada w badanych populacjach w Wenezueli wahała się w zależności od pory roku. W lipcu, podczas pory deszczowej, średnia liczebność wynosiła 5,6, zaś w marcu – najbardziej suchej porze roku – 15,9 osobników. Inni badacze również wskazują na tę prawidłowość i podają średnie: 6,7–7,5 w lipcu, a 15–27 osobników w miesiącach suchych, wskazując, że ich zdaniem przyczyną są raczej warunki życia niż pory roku. Stado jest zazwyczaj rządzone przez dominującego samca, który stara się pozbyć rywali i utrzymać stado składające się w większości z samic. Osobniki wiodące samotniczy tryb życia (ok. 5–10% populacji) to samce.

### Znakowanie terenu i komunikacja głosowa
Kapibary wielkie komunikują się używając systemu gwizdów i chrząkań. Azcarte wskazuje na 5 zróżnicowanych dźwięków wydawanych przez kapibary wielkie. Jak zauważa, kapibary wielkie komunikują się także poprzez oznaczanie zapachem swojego terenu. Używają w tym celu gruczołów zapachowych zlokalizowanych w okolicy odbytu.

## Występowanie

### Rozmieszczenie geograficzne
Hydrochoerus hydrochaeris zamieszkuje tereny Ameryki Południowej od Panamy, przez sawanny zachodniej Kolumbii, Wenezuelę, Brazylię, Ekwador, Peru, Paragwaj i północną część Argentyny – do rzeki Quequén, czyli do 38° 17' S w prowincji Buenos Aires, a także w Boliwii, Gujanie, Urugwaju.

### Siedlisko
Głównymi czynnikami przy wyborze miejsc życia są dla kapibar wielkich dostęp do wody i odpowiednia temperatura powietrza. H.hydrochaeris zamieszkuje tropikalne i umiarkowane rejony Ameryki Południowej na wschód od Andów, zawsze w pobliżu wody. Ulubionym siedliskiem są brzegi rzek, bagniste tereny, lasy namorzynowe, podmokłe łąki, gdzie roślinność ma świetne warunki do wegetacji, a woda jest dostępna przez cały rok. Kapibary wielkie mieszkają jednak także w suchych lasach, zagajnikach, kolumbijskich i wenezuelskich sawannowych formacjach llanos, zmiennych w zasoby wodne brazylijskich równinach aluwialnych Pantanal i łąkach. Najczęściej jednak przebywają w odległości od zbiornika wodnego nie większej niż 500 m.
Kapibary wielkie zamieszkujące obszary zalewowe czy równiny aluwialne Pantanal są narażone na dużą zmienność warunków życia. Podczas okresu obfitości wody roślinność jest bujna, więc duża obfitość pożywienia pozwala na spokojne życie, rozmnażanie i nabieranie masy ciała na trudne okresy. Gwałtowne powodzie i zalewanie terenów, będących naturalną spiżarnią kapibar, stanowią dla całych populacji, a szczególnie dla młodych kapibar, poważne utrudnienie i zagrożenie. W okresach suszy małe zbiorniki wodne zanikają, a trawy wysychają, co powoduje nie tylko brak pożywienia, ale i zanikanie naturalnych osłon przed drapieżnikami. Głód, brak wody i osłony wymuszają wówczas migracje w kierunku głównych rzek i lagun.
Kapibary wielkie lubią także zamieszkiwać na terenach wypasu bydła. Wielkie rancza zajmują obszary przekraczające nawet 100 tys. ha. Warunki, jakie tam panują, dają im komfort do życia. Tereny te mają dobry dostęp do wody, są zasobne w paszę, a drapieżniki są przeganiane przez hodowców bydła.

### Kopalne ślady występowania kapibar
Paleontolodzy wskazują na wiele kopalnych śladów występowania kapibarowatych w dalekiej przeszłości. Przez lata przyjmowano, że w późnym miocenie i wczesnym pliocenie zróżnicowanie w obrębie rodziny było większe niż obecnie. Opierając się na morfologicznym zróżnicowaniu przyjmowano istnienie około 23 rodzajów i 56 gatunków w obrębie rodziny. Alvaro Mones w 1991 zweryfikował dane i wspominał już tylko o 13 rodzajach (w 4 podrodzinach) i 35 gatunkach. Współcześnie paleontolodzy wskazują jednak na wyraźną zmienność ontogenetyczną dolnych trzonowców oraz ostatnich przedtrzonowców i powątpiewają w rzekome znaczne zróżnicowanie w obrębie kopalnych przodków kapibarowatych. Po porównaniu znalezionych w formacji Puerto Madryn (dolny miocen) na Półwyspie Valdés w Argentynie licznych pojedynczych, lecz zróżnicowanych zębów z okazami odkrytymi w formacji Ituzaingó (górny miocen, prowincja Entre Ríos, Argentyna) paleontolodzy doszli do wniosku, że szczątki te reprezentują w rzeczywistości naturalną trajektorię rozwojową gatunku Cardiatherium patagonicum. Po przyjęciu tych spostrzeżeń teoria o dużym zróżnicowaniu rodziny w czasach prehistorycznych zdaje się nieaktualna.

## Ekologia
Kapibary wielkie żywią się roślinami wodnymi, trawami, owocami i nasionami. Ich pożywienie stanowią głównie rośliny należące do kilku rodzin:
- astrowatych – Ambrosia tenuifolia, Eclipta prostrata,
- ciborowatych – Cyperus odoratus, Cyperus polystachyos,
- jasnotowatych – Stachys petiolosa
- wiesiołkowatych – wierzbówka kiprzyca
- wiechlinowatych (trawy) – cynodon palczasty, Echinochloa polystachya, Panicum elephantipes, Paspalidium paludivagum, Paspalum disthichum, Polypogon chilensis, Setaria geniculata, Zizaniopsis bonariensis
- rdestowatych – Polygonum punctatum
- rozpławowatych – eichornia gruboogonkowa

### Zależności międzygatunkowe

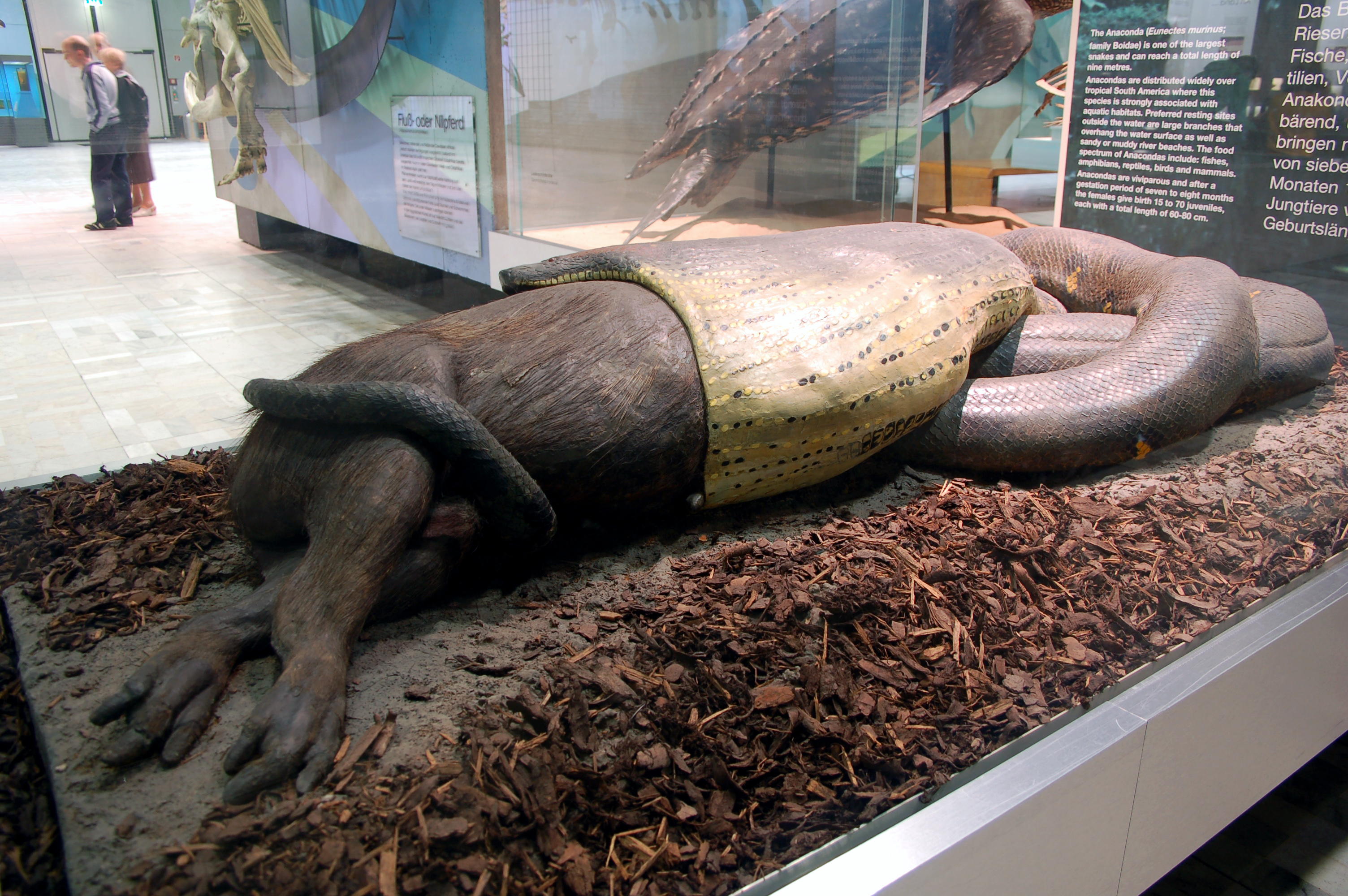
Anakonda zielona pożera kapibarę – eksponat w Senckenberg Muzeum we Frankfurcie nad Menem

#### Oddziaływania antagonistyczne
Naturalnymi wrogami kapibar wielkich są: harpie, anakondy, piranie, sępniki czarne, karakary czarnobrzuche, pumy płowe, majkongi krabożerne, oceloty. Najwięcej kapibar wielkich pada jednak ofiarą kajmanów. W marcu, podczas wędrówek w poszukiwaniu wody, kapibary wielkie są częstymi ofiarami jaguara.

#### Oddziaływania nieantagonistyczne
Naukowcy stwierdzili, że między kapibarami wielkimi a kilkoma gatunkami ptaków (karakara czarnobrzucha, garncarz rdzawy, krowiarek (Machetornis rixosa), karakara jasnogłowa, starzyk granatowy (Molothrus bonariensis) mają miejsce regularne interakcje międzygatunkowe – głównie związane ze zdobywaniem pożywienia. Odnotowane interakcje mają charakter nieantagonistyczny i można je podzielić na kilka kategorii.
Krowiarki oraz starzyki granatowe wykorzystują grzbiet kapibary wielkiej jako punkt obserwacyjny, z którego można wypatrywać zdobyczy. Podczas polowania z ziemi przedstawiciele tych gatunków oraz garncarz rdzawy korzystają z kapibar jako naganiaczy. Z kolei garncarz rdzawy, wraz z karakarą czarnobrzuchą oraz karakarą jasnogłową, pożywiają się przeczesując sierść kapibar wielkich i wyjadając pasożytujące na nich insekty. W tym ostatnim przypadku jest to więc symbioza, gdyż daje korzyści także kapibarom wielkim, które pozbywają się w ten sposób pasożytów.

### Pasożyty
Kapibary wielkie są podatne na schorzenia wywoływane przez pierwotniaki z rodziny świdrowców, które – pasożytując we krwi zwierzęcia – powodują spadek masy ciała, apatię, brak koordynacji kończyn, łysienie, infekcje oczu. Ostatecznie często są powodem śmierci zwierzęcia.
Literatura zoologiczna wskazuje na kilkadziesiąt gatunków organizmów pasożytujących na kapibarach wielkich. Do tej grupy poza świdrowcami należy między innymi kilka gatunków z rodzaju Cycloposthium, dwa gatunki z rodziny Eimeriidae, dwie przywry — Taxorchis schistocotyle i Hippocrepis hippocrepis, trzy gatunki z rodziny Monoecoceestus oraz nicienie: Crustofilaria tuberocauda, Vianella hudrochoeri, Proptozoophaga obesa. Kapibary wielkie są także atakowane przez kleszcze – między innymi Amblyomma cajennense i Amblyomma cooperi.

## Hodowla

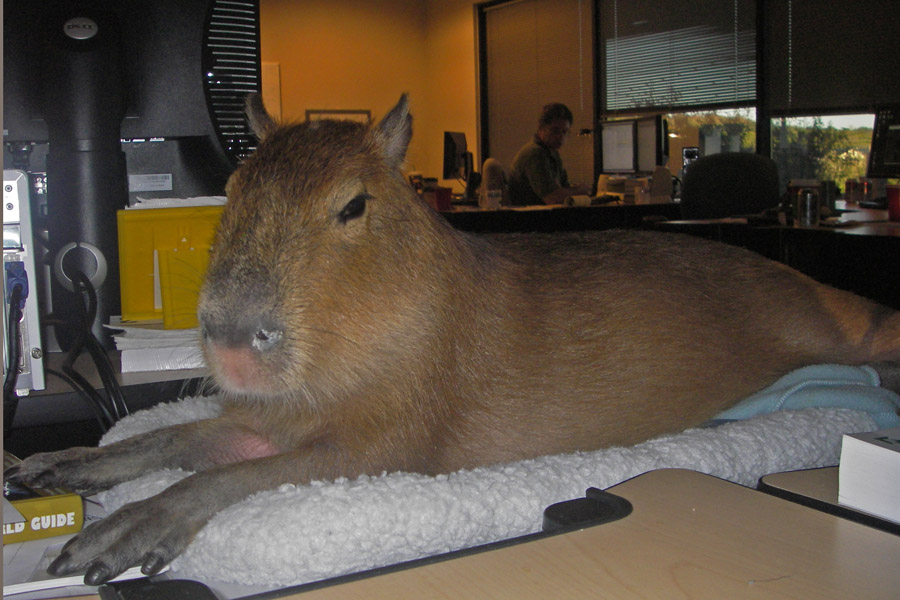
Oswojona 5-miesięczna kapibara

Prowadzenie masowych hodowli kapibar wielkich jest rzadkim zjawiskiem, jednak w Kolumbii można napotkać farmy zajmujące się hodowlą przemysłową tych zwierząt z przeznaczeniem na skóry. Hodowla oswojonych egzemplarzy kapibary wielkiej jest bardzo rzadko spotykana.

## Znaczenie gospodarcze
W Kolumbii, Wenezueli i Argentynie kapibary wielkie są zwierzętami łownymi. Są tam przedmiotem zarówno legalnych, jak i nielegalnych polowań ze względu na mięso oraz skórę.

### Wykorzystanie kulinarne
Mięso kapibary wielkiej było od wieków pożywieniem lokalnych Indian. Ich mięso w wyglądzie przypomina wołowinę, ale opisywane jako podobne w smaku do mięsa ryb. Wenezuelczycy jadają je więc mocno nasolone. Podaje się je często z ryżem i warzywami, z ryżem z curry, czy nawet jako nadzienie do ravioli. Ceniona jest także szynka z kapibary, spożywana po pokropieniu jej sokiem z gruszli.
W Wenezueli i niektórych innych sąsiednich regionach mięso z kapibary jest jadane przez lokalnych katolików także w dni, w których obowiązuje ich post od potraw mięsnych. Wiąże się to z decyzją papieża z XVI w. Przybyli wówczas do Ameryki Południowej misjonarze wystąpili do Watykanu z zapytaniem, czy napotkane tu zwierzęta, które spędzają większość czasu w wodzie, można zaliczyć do ryb. Decyzja była dla misjonarzy istotna, bo nałożony na Indian obowiązek porzucenia przyzwyczajeń kulinarnych mógłby ich zniechęcić do przyjęcia katolicyzmu. Papież, bazując na przedstawionej mu mylnej argumentacji teologicznej, wydał zgodę uznając kapibarę za rybę. Decyzja ta nigdy nie została cofnięta. Z tego powodu do dzisiaj potrawy z solonego mięsa kapibary są tradycyjnym przysmakiem w okresie wielkiego postu, w dniach, kiedy jedzenie czerwonego mięsa jest zabronione.

### Produkcja kaletnicza
Skóra kapibar wielkich jako półprodukt do wytwarzania rękawiczek, pasków, butów, toreb i innych wyrobów skórzanych jest przedmiotem eksportu wielu państw Ameryki Południowej.

### Niszczenie upraw rolniczych
Kapibary wielkie uważa się za szkodniki – z powodu niszczenia upraw. Także z tego powodu prowadzone są na nie regularne polowania.

## Ochrona
Międzynarodowa Unia Ochrony Przyrody (IUCN) wymienia Hydrochoerus hydrochaeris w Czerwonej księdze gatunków zagrożonych jako gatunek najmniejszej troski (LC – least concern).